# Nathan Evans (musicista)
Nathan Evans (Airdrie, 19 dicembre 1994) è un cantante scozzese.
Dopo aver raggiunto la vetta delle classifiche nazionali di paesi come Regno Unito, Germania, Paesi Bassi, Norvegia e Svizzera con il singolo Wellerman, nel 2022 ha pubblicato l'album di debutto Wellerman – The Album.

## Biografia
Prima di intraprendere la carriera musicale, Evans ha conseguito una laurea in web design e lavorato per alcuni anni come postino. A partire dal 2020, acquisisce popolarità su TikTok postando una serie di video in cui esegue canti marinareschi, attirando così l'attenzione della stampa.
Nel dicembre 2020 ottiene un forte riscontro mediatico grazie a una cover del classico folk Soon May the Wellerman Come, che nei mesi successivi viene quindi pubblicata come singolo discografico via Polydor Records con il titolo di Wellerman. Il singolo ha ottenuto un notevole successo internazionale, raggiungendo la vetta in svariate classifiche nazionali e rientrando in varie classifiche di fine anno sia nel 2021 che nel 2022. Vengono pubblicati anche alcuni remix pop e dance del brano.
Successivamente pubblica il singolo Told You So, di cui viene realizzato anche un remix ufficiale in collaborazione con Digital Farm Animals. Nei mesi successivi, Evans pubblica ulteriori singoli ed esegue il suo primo tour da headliner, esibendosi in Scozia, Irlanda ed Inghilterra. Sempre nel 2021 esordisce come scrittore pubblicando il libro The Book of Sea Shanties: Wellerman and Other Songs from the Seven Seas. Nel novembre 2022 pubblica il suo album di debutto Wellerman – The Album, con cui entra nelle classifiche di Germania e Svizzera.

## Stile e influenze musicali
Vocalmente, Evans è un baritono.

## Discografia

### Album
- 2022 – Wellerman – The Album
- 2024 - 1994

### Singoli
- 2020 – All I Want / Riptide / Leave Her Johnny
- 2020 – Memories
- 2020 – YOU
- 2020 – Hollywood (Acoustic)
- 2021 – Wellerman (solista o remix con 220 Kid o Billen Ted)
- 2021 – Told You So (solista o remix con Digital Farm Animals)
- 2021 – Ring Ding (A Scotsman's Story)
- 2021 – Merry Christmas Everyone / Driving Home for Christmas / Auld Lang Syne
- 2022 – The Last Shanty
- 2022 – Drunken Sailor (solista o remix con Harris & Ford)
- 2023 – Catch You When You Fall
- 2023 – Days of Our Lives